# Fehér Ferenc Precíziós Mechanikai és Gépműhelye

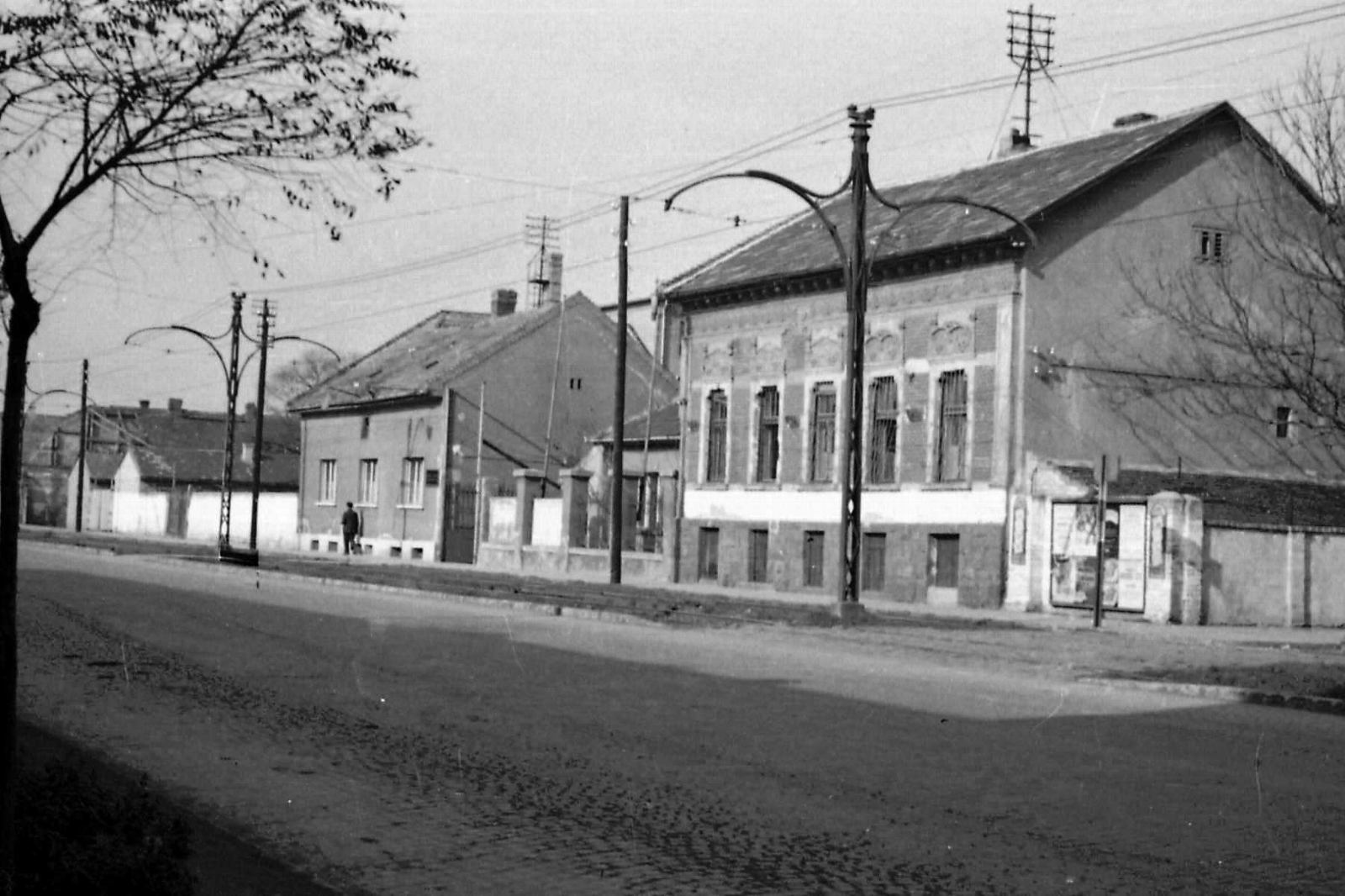
Fehér Ferenc Precíziós Mechanikai és Gépműhelye Kispesten

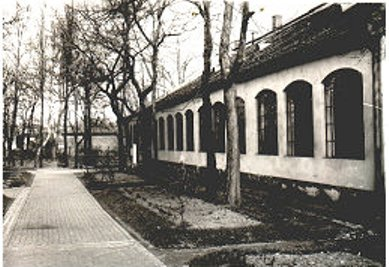
A gyárudvar

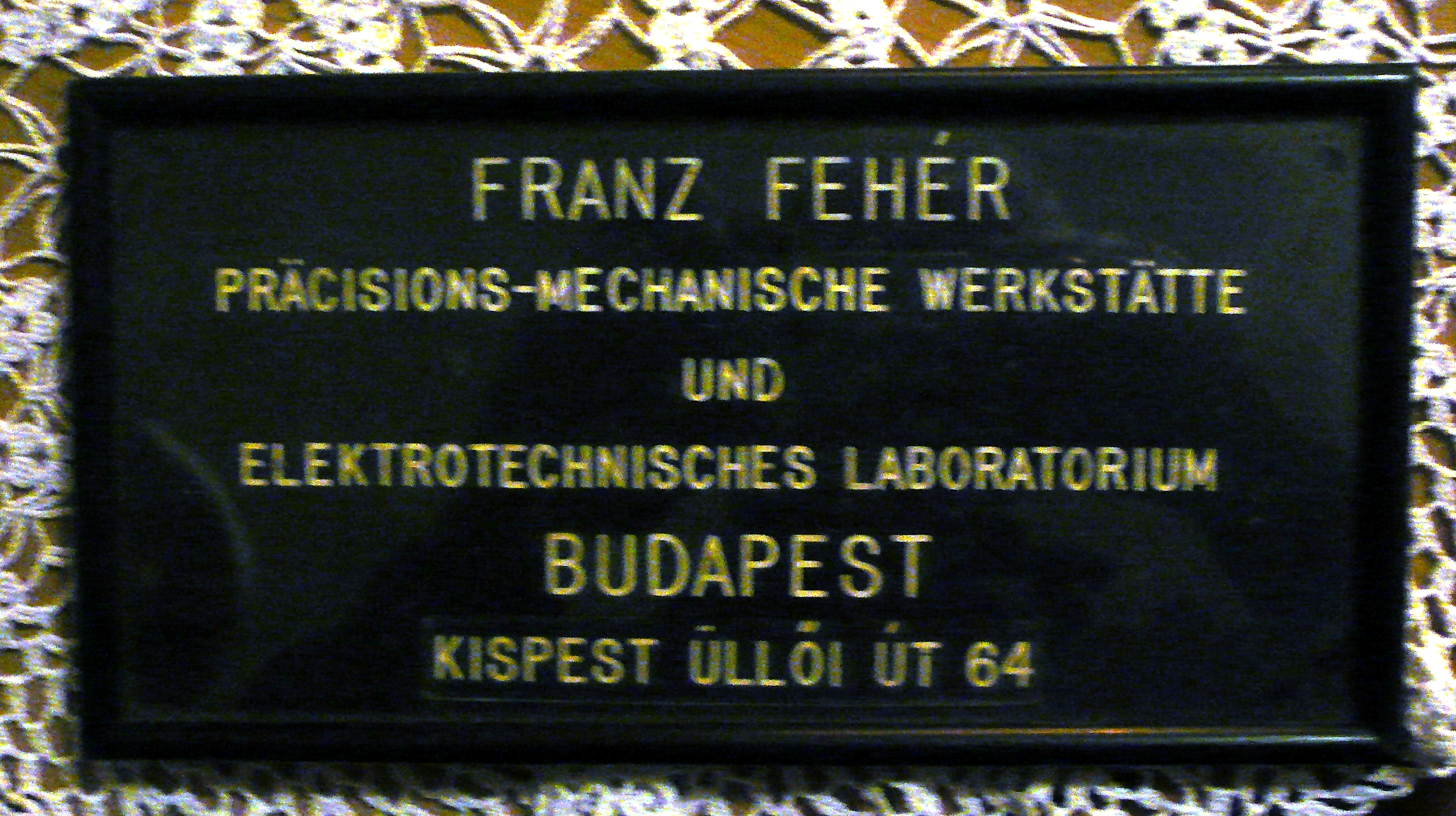
Cégtábla

Az első világháború után a hazai szakemberek közül többen felismerték, hogy az elektromosság gyors fejlődésével kedvező lehetőség adódik vállalat megalapítására. Fehér Ferenc 5 év németországi tanulmányai után hazatért, s a Posta Kísérleti Állomás laborjaiban végzett 10 év kísérletező munkákkal bővítette szakismereteit. 1919-ben Fehér József, Ferenc társas céget alapított. Ezt rövidesen megszüntetve, 1920-ban iparigazolványt váltott ki, amellyel finommechanikai műhelyt létesített a Budapest VII., Murányi utca 18. alatti alagsorban. A cég neve Fehér Ferenc Precíziós Mechanikai és Gépműhelye lett.

## Története
A Murányi utcai műhely, a háborúban megsérült nyomdai kézi s gépi számozógépek, perforálószerszámok, fényképező- s mozigépek, gyógyszergyári pasztillázógépek, valamint egyetemek, intézetek laboreszközeinek javításával foglalkozott. Az üzem fejlesztéséhez szerszámgépekre volt szükség, de erre még nem volt elég tőkéje. Fehér öntő-, lakatos-, esztergályos kisiparosokból alkalmi szövetkezetet szervezett, s ezekkel együttműködve bővítette gépparkját. Így lehetősége volt a külföldi Mono- és Lyno típusú szedőgépek pótalkatrészeinek hazai gyártására. A Fehér által szerkesztett szalagperforáló géppel megoldódott a Mono szedőgépek papírtekercseinek hazai előállítása. 1925-ben az Országos Ipari Tárlaton részt vett kiállításán, Nagy Aranyéremmel tüntették ki. A nyomdaiparnak elvállalta az eddig külföldről beszerzett gépi számozógépek készítését, melyekkel az 1 koronás bankók s kötvények számozása történt. 1926-ban az Országos Iparegyesület közgyűlésén szaktevékenységét ezüstéremmel tüntették ki. Az Államnyomda által készített magyar posta- és illetménybélyegek perforálószerszámait 1926–38-ig a Fehér-cég készítette.
Fehér jó szakmai kapcsolatban volt Szvetics Emil elektromérnökkel, ki akkoriban a Telefonhírmondó igazgatója volt, és később a Rákóczi út 22. alatt önálló elektrotechnikai labort nyitott. A Postának mikrofonok, hallgatók, papírkondenzátorok, Deprez-rendszerű mutatós műszerek s kábelmérőhidak készítésével foglalkozott. Az 1925-ben megindult hazai rádiózás kedvező munkalehetőséget jelentett. Fehér a kezdeti kristálydetektoros rádióvevők házi összeállításához kis építőszekrényeket készített. Mindkét vállalkozás számára kedvezően hatott a lakihegyi adóállomás megépítése.
Fehér kapcsolatot tartott fenn az Amerikában élő Gáti Béla nyugdíjas elektromérnökkel, aki korábban a Posta Kísérleti Intézetben a főnöke volt. A nagyfrekvenciás mérésekre alkalmas szabadalmazott Gáti-féle Barreteres mérőberendezésekből Japánba és Olaszországba is szállítottak.
Szvetics 1926-ban történt halála után, Fehér 1927-ben az özvegyétől 10 évi részletre megvette a műhelyét és laborját. 1928-ban a Murányi utcai műhelyével átköltözött a Rákóczi út 22. IV. em.-i jól felszerelt műhelybe s laborba. A vétellel jelentősen bővült a géppark s a gyártói profil. Nem adta fel Sztevics üzletkörét, a MÁV-ot s a Postát. Az új műhelyben eddig a Postának készített papírkondenzátorok gyártását megszüntette, mert a rádiók gyártásához a nagy tételben szükséges kondenzátorok sorozatgyártásához új, korszerű gépeket kellett volna beszerezni. Korszerű formában új függőszálas tükrös galvanométerekkel készültek a Szvetics-féle kábelmérőhidak. A Standard Villamossági laborjának Wheatsone-Thomson-mérőhidak, etalon-ellenállások, precíziós ellenállás-sorozatok, kapacitás mérőhidak, hullámmérők, nagyérzékenységű függőszálas laborműszerek készültek. A rádióamatőrök nagyfrekvenciás méréseihez Fehér kidolgozta a Magyarországon eddig még nem gyártott thermó-keresztes műszereket. A gyengeáramú berendezésekhez a régi fémházas műszerek helyett bakelitházas új műszerfajtákat kellett kidolgozni, de ezek kifejlesztését s felszerszámozását a  külföldi nagy vállalatok (Weston, Hartmann & Braun, Siemens-Schuckert) nagysorozatban gyártott, kedvező áron importálható műszerei miatt csak lassan, fokozatosan lehetett kialakítani. Ugyanakkor a külföldi cégek műszereinek javítását, hitelesítését a gyári szervizek hiányában, a Fehér-labor végezte.
A honvédséggel a kezdeti kapcsolatok a kísérletek szintjén 1927-ben indultak meg. Jáky József (Janicsek József) százados, a Magyar Királyi Honvéd Ludovika Akadémia tanára Fehérrel közösen folytatta kísérleteit a ballisztikus lövedéksebesség-mérőhöz. Itt kísérletezték ki a ballisztikus galvanométert is, melynek sorozatgyártását 1931-től a Gammában indították be. Fehér jól számított, a söntöket a gyártáshoz cége szállította.
A Fehér-műhely hírnevét öregbítette a Marschalko-féle olaj-viszkoziméter kipróbálása, melyet 1928-ban szabadalmaztattak, majd Fehér megszerezte a termék előállításának jogát. A MÁV-nak, az Útügyi Intézetnek, az Állami Földtani Intézetnek, és a fűzfői hadianyaggyárnak egyaránt szállítottak. A találmány után német, angol, amerikai, és francia cégek érdeklődtek.
Az 1929–1933. évi nagy gazdasági világválság súlyosan érintette a céget. Kényszerűségből újra gyártottak nyomdaipari termékeket, gyógyszeripari préseket, mikroszkópokat, spektroszkópokat, Thomson-hidakat, dekádellenállásokat. Fehér műhelyét 1930. októberben az V. ker., Váci út 26. alá helyezte át. A felfelé ívelés 1935 körül következett be. Újra gyártott viszkozimétereket s kis műszereket. A cég 1936-ban újra kapcsolatba került a honvédséggel. Angol légifényképező berendezéseket javított, majd olasz gyártmányokat (fotógéppuska). A javítások során merült fel a hazai tervezésű fotógéppuska megalkotásának gondolata, melyet csak a II. világháború alatt fejlesztettek ki.
A nyomdaipar még mindig jelentős megrendelésekkel halmozta el a Fehér-céget, mely már kinőtte a Váci úti műhely kereteit. Ekkor Fehér 1937. októberben Kispestre költözött egy 1000 négyszögölös telekre. A szoba-konyhás lakásokat műhelyekké alakíttatta. A költözéssel háttérbe szorult a nyomdaipari termékek gyártásának egy része. Előtérbe került a rádióműszer-gyártás. Nagy tételekben szállított a Telefunken, Telefongyár, Magyar Siemens Művek s az Orion cégeknek.
Az 1938-as berlini nemzetközi kiállításon a kiállítás nagydíját is elnyerte. (Szvetics-rendszerű tükrös galvanométer, olajviszkoziméter.)

## A haditermelés

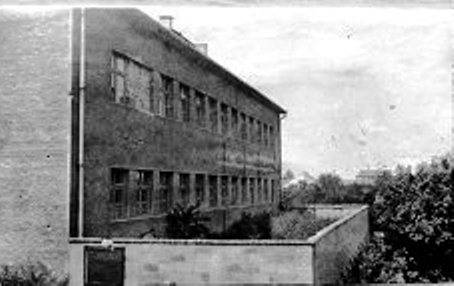
Fehér Ferenc Elektromos Finommechanikai Készülékek Gyára

A haditermelésbe történő bekapcsolódás igen gyors fejlődést eredményezett. A gyárat a Honvédelmi Minisztérium jelölte ki hadianyaggyártásra. A kapacitás 97%-át 1942-ben már honvédségi megrendelések tették ki. A gyártelep bővítésekor a felépülő új épület földszintjén és első emeletén 1–1 gyártóműhelyt (80 főre), az alagsorban 140 fő befogadására alkalmas óvóhelyet, étkezdét, raktárt alakítottak ki. Fehér a költségek egyhatodát vállalta. A beruházáshoz 1943. április 17-én 300 000 pengő állami kölcsönt kapott, melynek fejében elsőbbséget élveztek a hadiipari megrendelések. Az új üzembe 1943. szeptember végén költöztek be.
Fehér továbbfejlesztette a Nistri-féle fotógéppuskát. A Honvédségi Repülési Kísérleti Intézet a 4114 típusú fotógéppuskával kívánta felszerelni a Magyarországon gyártott Messerschmidt gépeket (109-es, 110-es és 210-es típusok). 150 darabos megrendelést kapott. Az első 50 darab 1944. áprilisra készült el.
1943. június 4-én felvette a Fehér Ferenc Elektromos Finommechanikai Készülékek Gyára nevet.

## A háború alatt

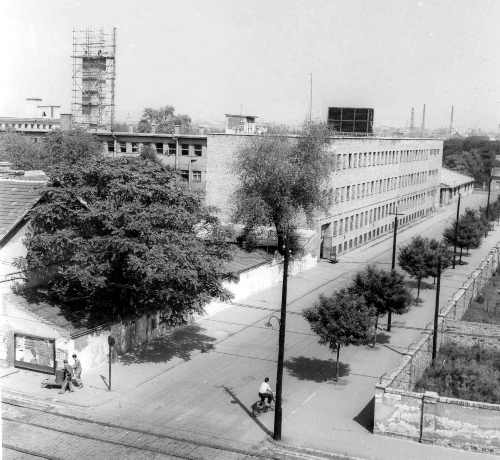
Az EKM gyár

A háború utolsó éveiben a haditermelés akadozott. Ennek oka egyrészt a forgótőke hiánya, másrészt a HM nem egyenlítette ki a leszállított fotógéppuskák ellenértékét.
A gyár szerencsésen elkerülte a kitelepítést. 1944. november 10-étől nem termelt rendszeresen. Mivel beleesett a frontvonalba, 1945. január 4-én bombatámadás érte. A bombázással kiesett a termelőkapacitás 20%-a.

## Az államosítások után
A műszeripar gyárai nem kerülhették el az 1949-es államosítást. Felmerült annak a szükségessége, hogy a kis létszámú, csekély kapacitású üzemeket egy nagyobb vállalatban vonják össze. Ezalatt terelődött a figyelem a háború alatt kibővített Fehér-féle gyárra. A villamosműszer-gyártás így Kispestre összpontosult. 1949. június 8-án 442 fővel megalakult Kispest legfiatalabb gyára. Az új vállalat az Elektromos Készülékek és Mérőműszerek Gyára nevet viselte 1950. november 23-ától, s a 244/1950. MT-rendelet a gyár ingatlanjait bekebelezte az állam javára.

## Képek

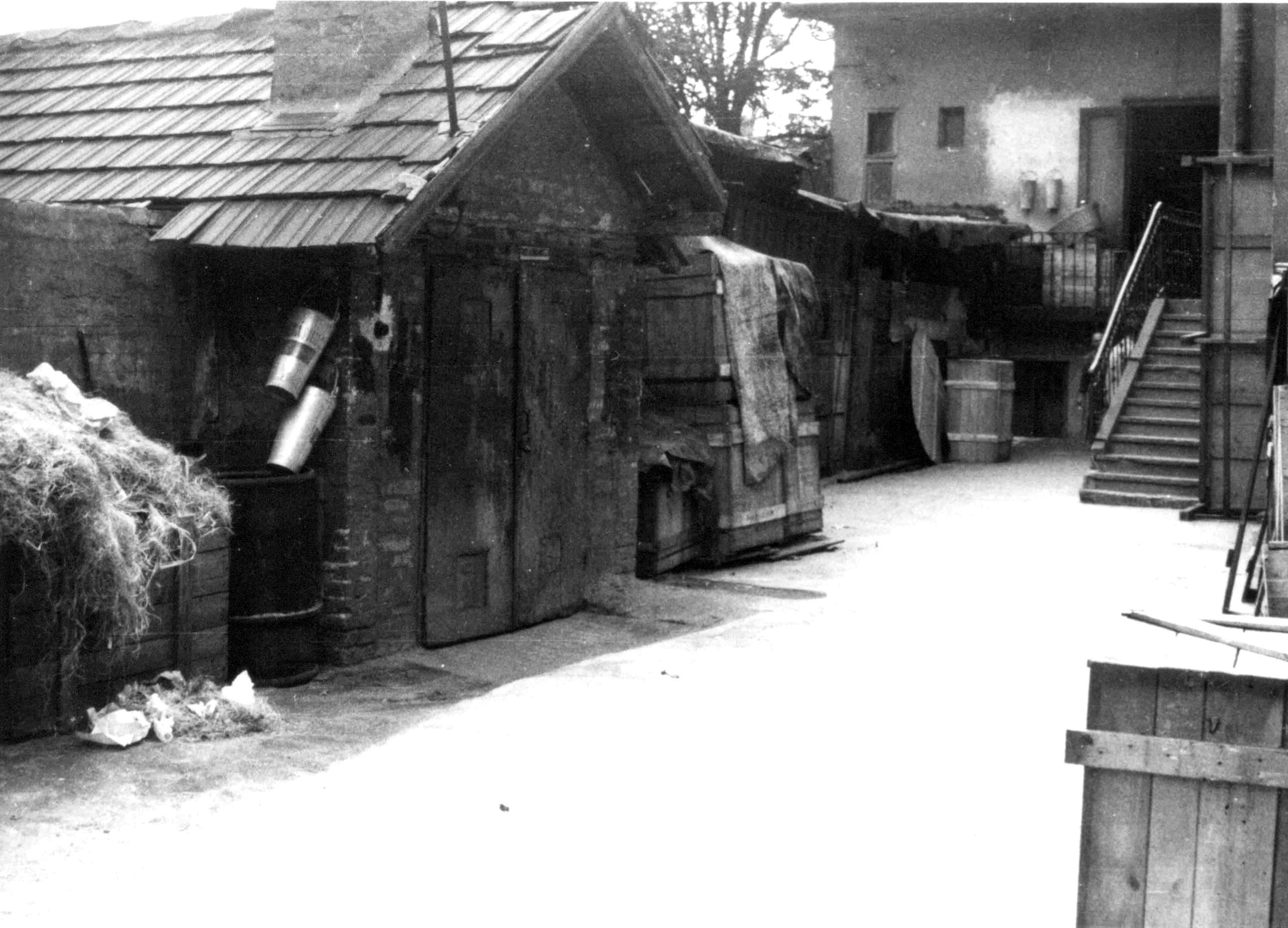
A gyár udvara
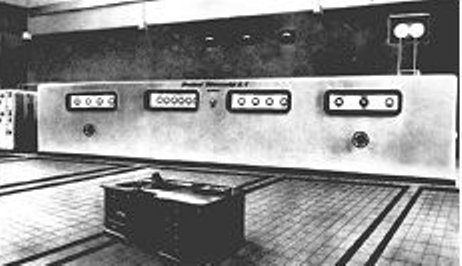
A lakihegyi 120 kW-os adóállomás
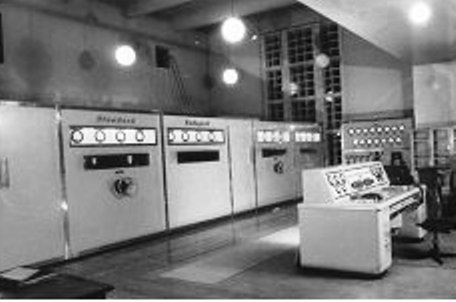
A lakihegyi adó vezérlőterme
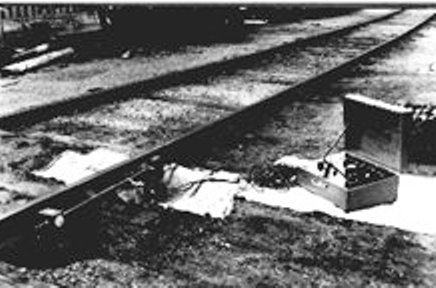
Sínnyúlásmérő a terepen
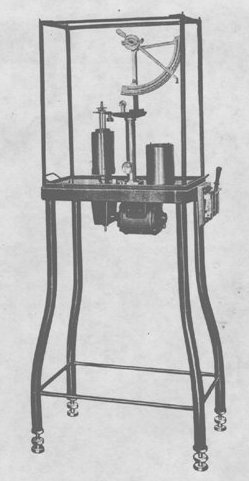
Marschalko viszkoziméter
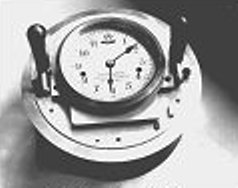
Kalkulográf óra
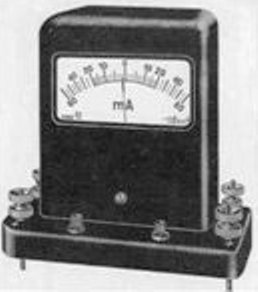
Beadó differenciál mA-mérő
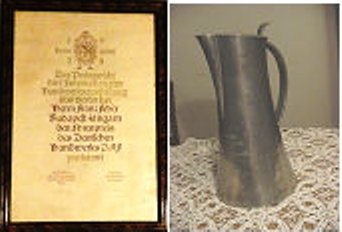
A Nemzetközi kiállítás oklevele és díja
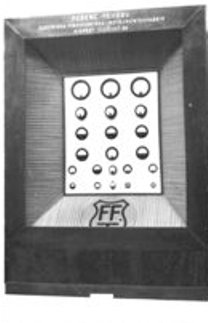
Stockholmi kiállítás tárlója
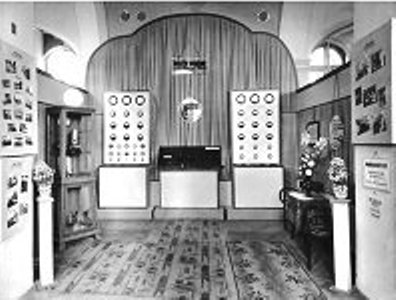
Budapesti Ipari Kiállítás 1946